# Ibrahim ibn Yaqub at-Turtuixí al-Israïlí
Ibrahim ibn Yaqub at-Turtuixí al-Israïlí (hebreu: אברהם בן יעקב‎; àrab: إبراهيم بن يعقوب الطرطوشي الإسرائيلي, Ibrāhīm b. Yaʿqūb aṭ-Ṭurṭūxī al-Isrāʾīlī) fou un jueu de Turtuixa, l'actual Tortosa, que el 965 va fer un viatge, probablement comercial, cap a Ifranj i els països eslaus del qual en va escriure un relat que va servir de font a al-Udhrí, al-Bakrí i Abu-Yahya al-Qazwiní. L'obra s'ha perdut, però, pels fragments conservats, sembla que era molt acurada i especialment valuosa pel fet de ser una de les primeres fonts historiogràfiques dels pobles del nord i est d'Europa.
Tadeusz Jan Kowalski va traduir al polonès i llatí la part sobre els eslaus. La primera referència escrita sobre Cracòvia apareix en aquests relats, on Ibrahim ibn Yaqub la menciona com un centre comercial molt important, no gaire lluny de Praga.
André Miquel va traduir al francès la part referent a l'Europa occidental, però més tard Marius Canard en va fer la traducció completa al francès.